# ФК Мачва
„Мачва“ (на сръбски: Фудбалски клуб Мачва Шабац) е футболен клуб от град Шабац, Мачвански окръг, Сърбия. През сезон 2018/19 прави дебютния си сезон в Суперлигата (Висшата лига на Сърбия), но завършвайки на 14-о място от 16 отбора изпада в Първа лига.

## История
Клубът е основан през 1919 година в Кралство Сърбия. За цялата си история има три сезона във Висшата лига на Югославия. Първият път играе във висшата лига през сезон 1930/31, но заема последното 6-о място. По това време отборът играе зрелищен футбол и носи прякора „Провинциалните уругвайци“.
Следващият път попада във висшата дивизия през сезон 1951 година, като „Мачва“ завършва на 10-о място от 12 отбора, и запазва мястото си в дивизията, но още на следващата година клубът заема последното 12-о място и изпада във втора дивизия. В следващите години клубът играе предимно във втората по сила дивизия, спускайки се понякога и в третата. От сезон 2007/08 играе и в третата по сила дивизия на Сърбия. През 2014 година клубът заема първото място в зона „Запад“ и влиза в Първа лига. През 2016/17 заема първото място в Първа лига и за пръв път в историята си влиза в Суперлигата (Висшата дивизия на Сърбия), където в 2 поредни сезона заема 12-о място.
Домакинските си мачове играе на „Градски стадион“ в Шабац. Той има капацитет от 8000 места.

## Предишни имена
| Години      | Име         |
| ----------- | ----------- |
| 1919 – 1944 | „Мачва“     |
| 1944 – 1946 | „Раднички“  |
| 1946 – 1951 | „Подринбее“ |
| 1951 –      | „Мачва“     |

## Успехи
Сърбия:
- Сръбска суперлига
  - 12-о място (2): 2017/2018, 2018/19

- Първа лига на Сърбия по футбол (2 ниво):
  -  Шампион (1): 2016/17

- Сръбска лига Запад (3 ниво):
  -  Шампион (2): 2013/14, 2015/16

 Югославия:
- Висша лига на Югославия:
  - 6-о място (1): 1930/31

### Известни футболисти и възпитаници
- Филип Деспотовски
- Филип Арсениевич
- Ранко Деспотович
- Мирослав Джукич
- Александар Евтич
- Иван Живанович
- Андрия Калуджерович
- Боян Незири
- Славолюб Сърнич
- Божидар Чосич
- Ненад Ерич
- Милорад Арсениевич
- Иван Бек
- Андрия Коич
- Александар Ивош
- Зоран Еликич
- Воислав Мелич
- Мурун Алтанхуяг